# جورج براون (فوتبال، زاده ۱۹۳۵)
جورج براون (انگلیسی: George Brown؛ زادهٔ ۱۹ اوت ۱۹۳۵) بازیکن فوتبال اهل ایالات متحده آمریکا بود.
وی همچنین در تیم ملی فوتبال ایالات متحده آمریکا بازی کرده‌است.
وی در مسابقات کشوری و بین‌المللی در مجموع برندهٔ ۱ مدال برنز شده‌است.